# Ел Фанинг
Ел Фанинг (на английски: Elle Fanning) е американска актриса. Към 2014 г. Ел Фанинг има зад гърба си над 30 роли в киното и телевизията. Най-известна е с ролите си в „Фийби в страната на чудесата“, „Някъде“ и „Купихме си зоопарк“.

## Биография
Мери Ел Фанинг е родена на 9 април 1998 г. в Кониърс, щата Джорджия, САЩ. Тя е по-малката сестра на актрисата Дакота Фанинг.
Ел Фанинг прави първите стъпки в киното, когато е едва на 2 години и 8 месеца във филма „Аз съм Сам“, в който участва и сестра ѝ – Дакота Фанинг, а Ел влиза в ролята на по-малката версия на героинята на Дакота за няколко сцени. Същото се повтаря и в минисериала „Taken“.
Първата ѝ по-важна роля е във филма „Таткова градина“ от 2003 г. Ел получава добри отзиви от критиците и за ролята си във филма „Врата на пода“, където си партнира с Ким Бейсингър. Тя играе рамо до рамо с Брад Пит в „Странният случай с Бенджамин Бътън“ и „Вавилон“.
През 2014 г. Ел Фанинг партнира на Анджелина Джоли във филма „Господарка на злото“.

## Частична филмография
- 2001 – „Аз съм Сам“ (I Am Sam)
- 2003 – „Таткова градина“ (Daddy Day Care)
- 2004 – „Врата на пода“ (The Door in the Floor)
- 2005 – „Заради Уин Дикси“ (Because of Winn-Dixie)
- 2006 – „Вавилон“ (Babel)
- 2006 – „Дежа вю“ (Déjà Vu)
- 2008 – „Фийби в страната на чудесата“ (Phoebe in Wonderland)
- 2008 – „Странният случай с Бенджамин Бътън“ (The Curious Case of Benjamin Button)
- 2009 – „Астробой“ (Astro Boy)
- 2009 – „Лешникотрошачката 3D“ (The Nutcracker in 3D)
- 2010 – „Някъде“ (Somewhere)
- 2011 – „Супер 8“ (Super 8)
- 2011 – „Купихме си зоопарк“ (We Bought a Zoo)
- 2012 – „Джинджър и Роса“ (Ginger & Rosa)
- 2014 – „Господарка на злото“ (Maleficent)
- 2014 – „Кутийковците“ (The Boxtrolls)
- 2015 – „Тръмбо“ (Trumbo)
- 2016 – „Неоновият демон“ (The Neon Demon)
- 2019 – „Дъждовен ден в Ню Йорк“ (A Rainy Day in New York)
- 2019 – „Господарка на злото 2“ (Maleficent: Mistress of Evil)
- 2020 – „Великата“ (The Great)
- 2024 – „Напълно непознат“ (A Complete Unknown)
- 2025 – „Хищникът: Пустоши“ (Predator: Badlands)